# Passo del Bracco
Der Passo del Bracco (zu deutsch: Wildpass) ist ein Pass der Via Aurelia (SS1) in der italienischen Region Ligurien. Er verbindet auf einer Höhe von 615 Metern über dem Meeresniveau die Metropolitanstadt Genua mit der Provinz La Spezia. Nächstgelegene Gemeinde ist Deiva Marina in der Provinz La Spezia.

## Radsport
Der Passo del Bracco wurde bereits im Jahr 1909 bei der 1. Austragung des Giro d’Italia überquert. Damals wurde auf der 6. Etappe von der Ostseite befahren, die von Florenz nach Genua führte. Vor dem Zweiten Weltkrieg folgten 19 weitere Überquerungen, wobei erst im Jahr 1938 erstmals eine Bergwertung auf dem Passo del Bracco vergeben wurde. Im Verlauf der Jahre verlor der Pass an Bedeutung und gilt heute als Bergwertung der 3. Kategorie. Beim Giro d’Italia 2009 war der Passo del Bracco Teil der 12. Etappe die im Rahmen eines 60,6 Kilometer langen Einzelzeitfahrens von Sestri Levante nach Riomaggiore führte. Dieses gewann der Russe Denis Menchov, der in jenem Jahr die Gesamtwertung der Italien-Rundfahrt für sich entschied.
Die letzte Überquerung des Passo del Bracco erfolgte im Jahr 2024 im Rahmen der 5. Etappe über die Westauffahrt.
| Jahr  | Etappe     | Bergwertung  | Fahrer              | Auffahrt |
| ----- | ---------- | ------------ | ------------------- | -------- |
| 1938  | 4. Etappe  | GPM          | Giovanni Valetti    | West     |
| 1946  | 3. Etappe  | GPM          | Serse Coppi         | West     |
| 1949  | 14. Etappe | GPM          | Alfredo Pasotti     | Ost      |
| 1950  | 4. Etappe  | GPM          | Serse Coppi         | Ost      |
| 1951  | 4. Etappe  | GPM          | Alfredo Pasotti     | West     |
| 1956  | 14. Etappe | GPM          | Guido Boni          | Ost      |
| 1957  | 13. Etappe | GPM          | Lino Grassi         | Ost      |
| 1958  | 7. Etappe  | GPM          | Federico Bahamontes | West     |
| 1967  | 21. Etappe | GPM          | Silvano Schiavon    | West     |
| 1972  | 13. Etappe | GPM          | Giuseppe Perletto   | Ost      |
| 1976  | 14. Etappe | GPM          | Italo Zilioli       | Ost      |
| 1978  | 2. Etappe  | GPM          | Luciano Rossignoli  | West     |
| 1979  | 11. Etappe | GPM          | Roger De Vlaeminck  | Ost      |
| 1984  | 14. Etappe | GPM          | Flavio Zappi        | Ost      |
| 1992  | 2. Etappe  | unbekannt    | Giuseppe Calcaterra | West     |
| 1996  | 12. Etappe | unbekannt    | Fabrizio Guidi      | Ost      |
| 1998  | 3. Etappe  | unbekannt    | Mariano Piccoli     | West     |
| 2009* | 12. Etappe | 3. Kategorie | Denis Menchov       | West     |
| 2023  | 11. Etappe | 3. Kategorie | Veljko Stojnic      | West     |
| 2024  | 5. Etappe  | 3. Kategorie | Simon Geschke       | West     |

* Überquerung im Rahmen eines Einzelzeitfahrens